# Amador Fuentes
Amador Fuentes Mares (* 30. April 1943 in León, Guanajuato), auch bekannt unter dem Spitznamen La Pájara, ist ein ehemaliger mexikanischer Fußballspieler auf der Position eines Stürmers. Er stand mehr als eine Dekade beim Club León unter Vertrag und gewann mit den Esmeraldas zumindest in der Saison 1966/67 den mexikanischen Pokalwettbewerb.

## Erfolge
- Mexikanischer Pokalsieger: 1966/67 (sowie vermutlich auch 1970/71 und 1971/72)